# LEDA 677373
LEDA 677373 (ou PGC 677373) est une galaxie naine située dans la constellation du Centaure. Sa vitesse par rapport au fond diffus cosmologique est de 864 ± 19 km/s, ce qui correspond à une distance de Hubble de 12,7 ± 0,9 Mpc (∼41,4 millions d'al).
La galaxie spirale géante voisine, M83, semble extorquer le gaz de cette galaxie naine du fait de ses puissants effets de marée, l'empêchant ainsi de déclencher la formation de nouvelles étoiles. L' âge de LEDA 677373 est estimé à environ 6 milliards d'années.
À ce jour, deux mesures non basées sur le décalage vers le rouge (redshift) donnent une distance de 4,475 ± 0,106 Mpc (∼14,6 millions d'al), ce qui est à l'intérieur des valeurs de la distance de Hubble. Notons que c'est avec la valeur moyenne des mesures indépendantes, lorsqu'elles existent, que la base de données NASA/IPAC calcule le diamètre d'une galaxie.